# Notharchus macrorhynchos
El buco picogordo oriental, buco picogordo o Juan bobo (en Venezuela)  (Notharchus macrorhynchos), es una especie de ave galbuliforme perteneciente al género Notharchus de la familia Bucconidae. Es nativa del noreste de América del Sur.

## Descripción
Grande, mide 25 cm de longitud. Posee un pico negro robusto, con el extremo curvo, y rodeado de vibrisas y una cabeza demasiado grande en proporción al resto del cuerpo. Cuello corto. Plumaje laxo. Dorsalmente negro, cabeza blanca con corona y antifaz negros, ancha banda pectoral negra, resto de las partes inferiores blancas, flancos barrados. Patas negras, cortas y débiles.

## Distribución y hábitat
Se distribuye en el Escudo de las Guayanas, desde el extremo este de Venezuela, Guyana, Guayana francesa, Surinam y extremo norte de Brasil hacia el sur hasta el Río Amazonas.
Habita en bordes de selvas húmedas de terra firme, clareras y bosques secundarios, manglares y plantaciones. Prefiere bosques tropicales y subtropicales secos y sabanas secas.

## Comportamiento
Es pasivo. Solitario o en pareja, se encarama quieto y algo erecto en lo alto del dosel, en ramas secas, de donde observa sus presas. Es difícil de ser visto debido a la altura donde usualmente queda, al menos que se lo haga desde una torre de observación.

### Alimentación
Su dieta consiste en artrópodos grandes y lagartijas que atrapa con su pico robusto batiéndolos contra ramas antes de tragarlos.

### Reproducción
Construye su nido en túneles en barrancas, en el suelo o hasta en termiteros, a una altura entre 3 y 18 m del suelo.

### Vocalización
El canto se describe como un trinado muy alto y débil a velocidades variables, usualmente descendiente  «ui-ui-uiwi-di-dik wi-di-dik wi-di-dik».

## Sistemática

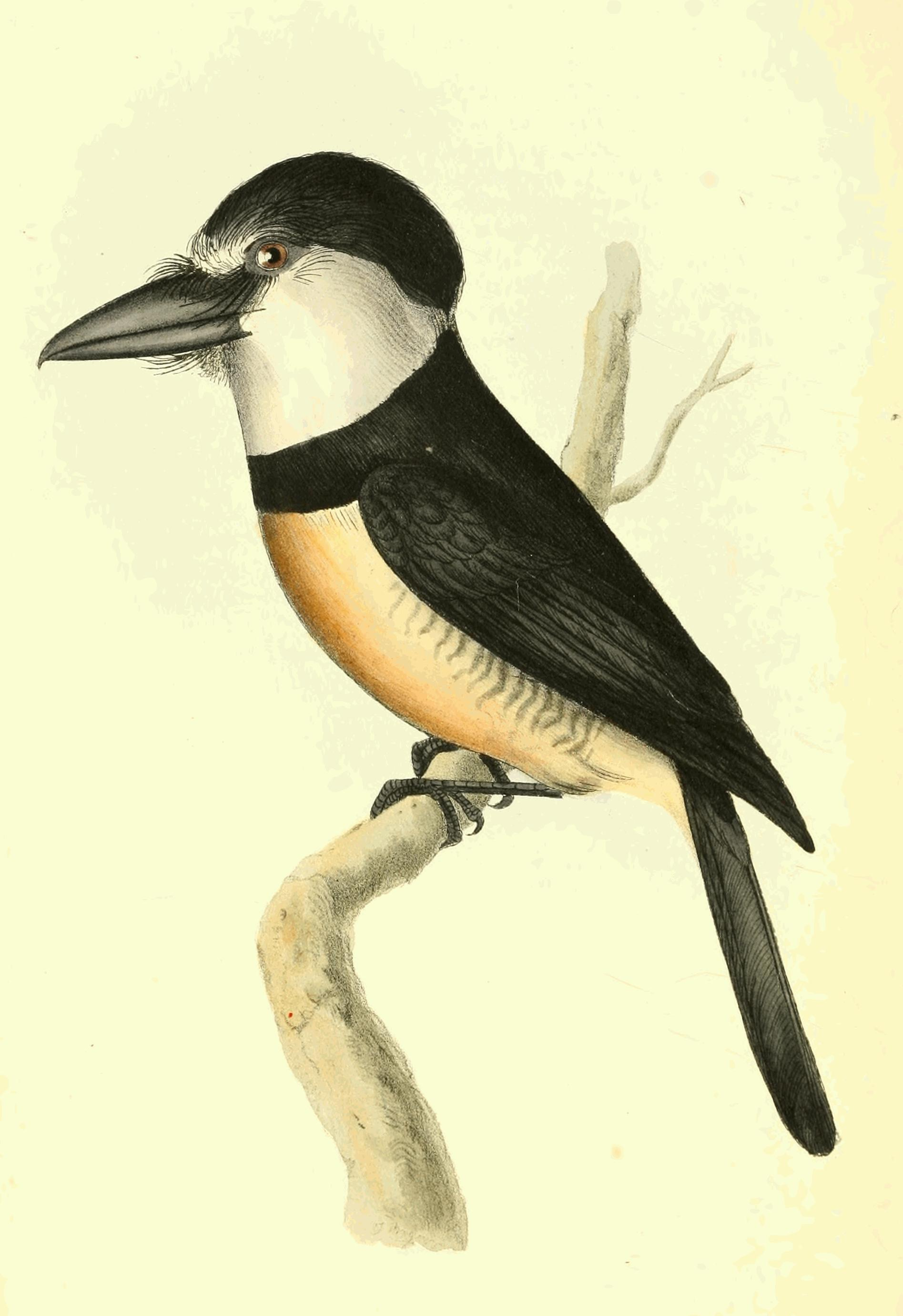
Notharchus macrorhynchus; ilustración de Swainson, en Zoological Illustrations, 1821.

### Descripción original
La especie N. macrorhynchus fue descrita por primera vez por el naturalista alemán Johann Friedrich Gmelin en 1788 bajo el nombre científico Bucco macrorhynchos; localidad tipo «Cayena».

### Taxonomía
Forma una superespecie con Notharchus swainsoni y Notharchus hyperrhynchus, con quienes era antes considerada conespecífica. 
La especie N. swainsoni ya fue considerada una subespecie de la presente, pero las dos difieren en morfología, osteología y vocalización de acuerdo a los estudios de Alvarenga et al. (2002) y Rassmusen y Collar (2002). En consecuencia, fueron separadas en dos especies por el Comité de Clasificación de Sudamérica (SACC), en 2004, mediante la aprobación de la Propuesta N° 124.
La especie N. hyperrhynchus fue durante un tiempo considerada una subespecie, grupo politípico, de la presente, bajo el nombre común buco cuello blanco, pero los dos difieren en tamaño (N. hyperrhynchus con pico más grande que N. macrorhynchos), en el plumaje (entre otros, N. hyperrhynchus tiene menos negro en los flancos y más blanco en la frente que N. macrorhynchos), y en el canto, que en N. hyperrhynchus es nuy fino para un ave de su tamaño, de acuerdo con Rassmusen y Collar (2002). En consecuencia, fueron separadas en dos especies por el SACC en 2004, mediante la aprobación de la Propuesta N° 125. De esta forma, N. macrorhynchos quedó monotípica.